# Michiel Jacobsen

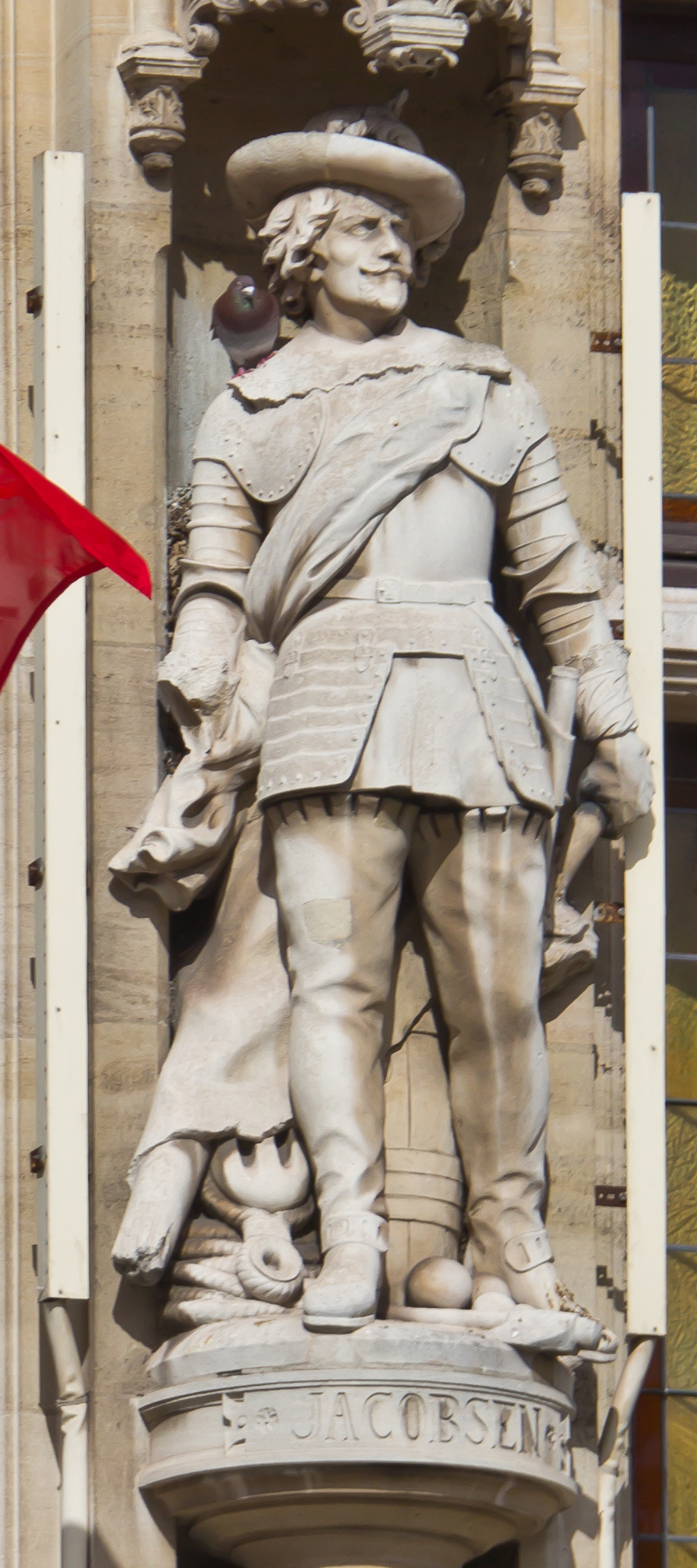
Beeld van Michiel Jacobsen aan het stadhuis van Duinkerke

Michiel Jacobsen, de Vos der zeeën, Spaans: el Zorro de los Mares (Duinkerke, 1560 - Sanlucar, 1632) was een Duinkerker kaper en vice-admiraal van Spanje. 
Zoon van Jan Jacobsen (1520-v.1563). Hij was afkomstig uit Vlaanderen, tijdens zijn leven onderdeel van het Spaanse rijk, en dus onderdaan van de koning van Spanje.
In 1588 bracht hij als loods de restanten van de Spaanse Armada terug. In 1590 onderscheidde hij zich in de oorlog tegen de Engelsen. In 1595, aan boord van de "Windhond", keerde hij naar Duinkerke terug met buit veroverd op de Republiek der Zeven Verenigde Nederlanden. In de Republiek kreeg hij de bijnaam de Vos der zeeën. Zijn roem kwam met name vanwege zijn grondige kennis van de toenmalige zandbanken in de Noordzee.
Filips III van Spanje liet in 1602 een vloot uitrusten in Duinkerke en benoemde Jacobsen tot kapitein. Het is in deze functie dat hij in 1606 deel uitmaakte van een eskader van tien schepen. Als kaper voor de Spanjaarden wist hij veel schepen van de Republiek te veroveren. 
In 1624 werd hij ontvangen aan het hof van Filips IV van Spanje en ontving de Orde van Sint-Jacob. In 1632 bracht hij, ondanks de blokkade door Engelse en Noord-Nederlandse schepen, 4000 Spaanse soldaten naar Duinkerke.
In 1633 voerde hij strijd met tien Turkse schepen en liep binnen in Spanje, waar hij enkele dagen later overleed aan een "warme koorts". Hij werd vanwege zijn vijftig jaar trouwe dienst met alle eer begraven in de kathedraal van Sevilla, vlak bij Colombus en Hernán Cortés.

## Nalatenschap
Michiel Jacobsen was getrouwd met Laurence Weus, dochter van Cornelis Weus, en kreeg met haar zeven zoons en vijf dochters. Vier van zijn zoons waren kapiteins van oorlogsschepen.
In 1622 werd zijn  zoon Jan op vergelijkbare wijze bekend als de latere Jan van Speijk. Als commandant van het Spaanse schip "Santa Vincenzo" stak hij de kruitvoorraad aan na een dertien uren durend gevecht tegen negen schepen van de Republiek waarbij hij zijn tegenstander, vice-admiraal Herman Kleuler, gedood had.
Zijn dochter Agnès huwde met Michel Baert en werd de grootmoeder van de beroemde kaper Jan Baert.
Michiel Jacobsen wordt in zijn geboortestad geëerd als een beroemd Duinkerker, met onder andere een beeld aan het stadhuis.